# Costituzionalisti nella rivoluzione messicana
I costituzionalisti nella rivoluzione messicana (constitucionalistas), noti anche come carranzisti ovvero carrancistas) furono la terza fazione nella rivoluzione messicana, costituita principalmente dalla classe media dei centri urbani, dai radicali progressisti e dagli intellettuali che desideravano una Costituzione all'insegna del motto "Il Messico per i Messicani". Dopo la rivoluzione essi dominarono la politica messicana come Partito Rivoluzionario Istituzionale (PRI) fino ai primi anni ottanta.

## Fazioni rivoluzionarie
Sebbene non appariscente come le altre due principali fazioni nella rivoluzione messicana a causa dell'assenza di un leader carismatico come Emiliano Zapata o Pancho Villa, vi fu un terzo gruppo che aspirava al potere durante la rivoluzione e vi ebbe il ruolo principale, poiché alla fine fu il vincitore. Questa fazione era nota come "i costituzionalisti" ed era composta da intellettuali radicali progressisti e cittadini della classe media, in altre parole messicani che non erano puramente di discendenza locale ma nemmeno appartenenti alle élite e che quindi non beneficiavano molto del boom degli investimenti stranieri del governo Díaz. I Costituzionalisti si distinguevano dai seguaci di Zapata e da quelli di Villa, che combattevano in gran parte per questioni particolari. Essi chiedevano il ritorno delle ejido (terre pubbliche) ai villaggi e la spartizione dei grandi latifondi, sebbene non nella misura richiesta da Zapata, per il quale questo era lo scopo primario della rivoluzione. Essi volevano anche la nazionalizzazione di tutte le terre e altre risorse di proprietà straniera, cosa desiderata da tutti i Messicani. In ogni caso questi uomini si rendevano anche conto che la prosperità del periodo di Díaz era arrivata sacrificando numerosi diritti dei cittadini messicani e che aveva lasciato legge e ordine nelle mani di un dittatore, che le poteva piegare alla sua volontà. Essi cercavano di porre fine alle battaglie nel Messico con una Costituzione che avesse a cuore solo gli interessi dei proprietari delle fattorie messicane.

## Francisco Madero
La nascita dei Costituzionalisti ebbe luogo alla fine del XIX secolo, prima che scoppiasse ufficialmente la rivoluzione. Porfirio Díaz era ancora al potere, ma la nazione messicana aveva iniziato a traboccare di sentimenti di ribellione. Nel 1900 si era formato un piccolo gruppo che si era etichettato come anti-Díaz. Con la formazione di questo gruppo il risentimento popolare messicano per il regime di Díaz venne alla luce. Ebbe inizio quindi una serie crescente di insurrezioni, specialmente nelle zone ove vi erano interessi stranieri.
Nel 1904 Jesús, Enrique e Ricardo Flores Magón, tre fratelli radicali anarco-comunisti, pubblicarono un giornale con il quale sollecitarono la rivoluzione. Con questa pubblicazione giunse un alleato inatteso, Francisco Madero, che era il figlio del proprietario di una ricca fattoria.
Madero iniziò a denunciare pubblicamente Díaz e viaggiò per il Paese chiedendo libere elezioni, democrazia e cambiamenti sociali. A causa dell'irritazione di Díaz, egli si unì ai Fratelli Flores Magón e ad altri messicani radicali progressisti a El Paso, ove continuò ad alimentare il fuoco rivoluzionario da lontano.
Nel 1910, con la proclamazione del Piano di San Luis Potosí da parte di Madero, il Messico venne gettato per la prima volta nella sua storia, in una piena rivoluzione. A causa degli scritti di Madero, dei fratelli Magón e di altri costituzionalisti (sebbene questi fossero ancora etichettati come radicali progressisti) persone di ogni classe sociale e di ogni ascendenza etnica insorse per rispondere alla chiamata rivoluzionaria. Durante questo periodo non solo insorsero capi come Zapata e Villa, ma molti costituzionalisti, molti dei quali avvocati, giornalisti o intellettuali, guadagnarono in popolarità e potere. Allora Díaz accettò di dimettersi e Madero fu eletto presidente; i costituzionalisti avevano guadagnato basi di potere nella popolazione di gran parte dei centri urbani siti al centro del Paese.
Zapata controllava gran parte delle regioni meridionali, ove si trovava una popolazione di discendenza locale, e Pancho Villa controllava le zone settentrionali, dominate in gran parte dai proprietari di fattorie e dai minatori.

## Ascesa di Venustiano Carranza
La presidenza di Madero si rivelò di breve durata, poiché si alienò gran parte dei suoi sostenitori rifiutandosi di emanare una riforma agraria e sviluppando deboli e insufficienti programmi di cambiamento sociale. Il generale Victoriano Huerta infine compì un colpo di Stato chiamato Decade tragica (9 - 19 febbraio 1913), che rovesciò Madero e il suo vicepresidente José María Pino Suárez, e s'insediò al potere. Tuttavia i suoi brutali e autoritari metodi di governo, portarono all'unione dei Costituzionalisti, ora guidati da Venustiano Carranza, con Zapata e Villa, che rovesciarono Huerta. Carranza lo sostituì come presidente del Messico nel 1913, dopo l'Occupazione statunitense di Veracruz, che costrinse Huerta ad abdicare. Nel 1914 i capi della rivoluzione s'incontrarono nella Convenzione di Aguascalientes per decidere un piano di azione per il futuro. La Convenzione fu presto ridotta a un unico argomento, visto che Carranza non poteva accordarsi con Zapata e Villa, i quali lo ritenevano troppo assetato di potere e privo di leadership rivoluzionaria. Un argomento particolarmente delicato fu l'istituzione di diritti dei nativi americani, con la quale i sostenitori di Zapata accusavano Carranza e i Costituzionalisti di voler favorire gli «…eredi dei conquistatori spagnoli che continuavano ad abusare dei nativi americani frodandoli e opprimendoli.»
Carranza fu rimosso dalla presidenza e le forze di Villa e Zapata occuparono Città del Messico. Villa offrì a Zapata la presidenza per risolvere la situazione ma il generale rifiutò, dichiarando che non era il potere quello che voleva. In ogni caso però i centri urbani continuavano a essere centri di potere dei Costituzionalisti e Villa fu costretto a lasciare la capitale messicana nel 1915.
Le forze costituzionaliste continuarono a dargli la caccia fino ad arrecargli una gravissima sconfitta nella Battaglia di Celaya nell'aprile 1915. Gli Stati Uniti d'America riconobbero ufficialmente Carranza come presidente del Messico nel 1916 e nel 1917 egli fu eletto tale dal popolo.

## La costituzione del 1917
Il più importante atto di Carranza come capo dei costituzionalisti fu la Costituzione messicana del 1917. La sua promulgazione fu il culmine di gran parte degli scopi della rivoluzione e forse il documento più importante nella storia del Messico. La firma di questo documento diede inizio al governo dei Costituzionalisti. Benché Carranza non sia stato al potere abbastanza a lungo per attuare molti cambiamenti, in quanto fu deposto nel 1920 dal suo primo generale Álvaro Obregón e dal suo stesso Esercito costituzionalista e subito dopo assassinato, i suoi successori rafforzarono il movimento costituzionalista negli anni venti. Zapata e Villa furono assassinati, il primo già nel 1919 e il secondo nel 1923, insieme ad altri capi che minacciavano il potere dei Costituzionalisti e quindi rafforzarono le loro posizioni. Più avanti essi avrebbero annientato i Cristeros, cattolici del nord del Paese, che si ribellarono al forte anticlericalismo imposto dalla nuova Costituzione. Ma forse la mossa più importante attuata dei Costituzionalisti fu l'istituzione del monopartitismo. Questo partito unico, il Partito Rivoluzionario Istituzionale, (PRI), dominerà la politica messicana fino agli ultimi decenni del XX secolo.